# Живопис
 Вижте също: Живописец (съзвездие).
Живописта е вид изящно изобразително изкуство за нанасяне на боя, пигмент и други оцветители върху повърхности. Изразно средство на живописта е цветът. Боята обикновено се нанася с четка, но може да се ползват и други инструменти като шпатули, гъби и пистолет за боядисване. Най-често се срещат произведения на живопис, при които основата на картините са различни повърхности: стени, хартия, платно, дърво, стъкло, глина и бетон. Освен това към рисунката могат да се добавят и множество други материали: пясък, глина, хартия, гипс, позлата, както и различни по-малки предмети.
Живописта е начин на творческо изразяване и то може да има многобройни форми. Рисуването, движенията с ръка (в екшън пейнтинга), композицията, сюжетът (в наративното изкуство) и абстракцията (в абстрактното изкуство) служат за изразяване на идейното намерение на художника. Картините могат да бъдат натуралистични и природни (както е в натюрморта и пейзажната живопис), фотографски, абстрактни, исторически, символични (в символичното изкуство), емоционални в експресионизма или от политически характер (както е в артивизма).
Част от темите на произведения на живописта в източното и западното изкуство са свързани с религиозни мотиви и идеи. Примери за този вид живопис варират от митологични фигури в грънчарството през библейски сцени, изрисувани върху вътрешните стени и тавана на Сикстинската капела, до сцени от живота на Буда или други образи от източен религиозен произход.
Съществува и по-тясна интерпретация на термина живопис като произведения, изработени с маслени бои върху платно, картон, твърд картон и други подобни материали.

## Елементи
Цветът и тонът са същността на живописта, тъй както височината на звука и ритъма са същността на музиката. Цветът е силно индивидуален и оказва забележими психологически ефекти, като той е различен от една култура до друга. Черното е свързано с траур в Запада, но на Изток е траурен бялия цвят. Някои художници, теоретици, писатели и учени, включително Гьоте, Кандински и Нютон са създали своя теория за цветовете.
Освен това използването на човешкия език е само абстракция за определен цвят. Например думата „червено“ може да покрие широк диапазон от варианти от чистото червено във видимия спектър на светлината. Няма официален регистър на различните цветове както има съгласие за различните ноти в музиката, като F и C♯. За художника цветът не е просто разделен на основни (първични) и извлечени (допълващи или смесени) цветове като червено, синьо, зелено, кафяво и т.н.
Художниците се занимават практически с пигменти, така че „синьото“ за художника може да бъде фталоцианиново синьо, пруско синьо, индиго, кобалт, ултрамарин и т.н. строго погледнато психологическите и символичните значения на цвета не са средства за рисуване. Цветовете само подчертават потенциалния изходен контекст на картината и затова възприемането ѝ става субективно.
Тонът е качество на цвета, което показва как се възприема даден цвят (като топъл или студен, ярък или матов, светъл или тъмен и пр.). Аналогията с музикалния тон е съвсем ясна – звукът в музиката (като нотата си) е аналогична на „светлината“ в рисуването, „цветовете“ на динамиката, а „оцветяването“ в живописта – на специфичния тембър на музикалните инструменти. В музиката тези елементи не представляват непременно мелодия, по-скоро добавят различни контексти към нея.

### Нетрадиционни елементи
Модерните художници в живописта са разширили значително практиката на боядисване, която включва колажа, който започва от кубизма и не рисуване в тесния му смисъл. Някои съвременни художници включват различни материали като пясък, цимент, слама и дърво за текстурата на работите си. Примери за това са произведенията на Жан Дюбюфе и Анселм Кийфър. Съществува и нарастваща общност от художници, които използват компютри, за да нанесат „боя върху цифрово „платно“, използвайки програми като Adobe Photoshop, Corel Painter и много други. Тези изображения могат да бъдат отпечатани върху традиционното платно, ако е необходимо.

### Ритъм
Ритъмът е важен в рисуването, както е в музиката. Ако някой определя ритъма като „пауза, включена в последователност“, тогава може да има ритъм в картините. Тези паузи позволяват на творческата сила да се намеси и да добави нови творения, мелодия, оцветяване. Разпределението на формата или всякаква информация е от решаващо значение за даденото произведение на изкуството и пряко засяга естетическата стойност на тази работа. Това е така, защото естетическата стойност зависи от функционалността, т.е. свободата на възприятието се възприема като красота. Свободният поток на енергия, както в изкуството, така и в други форми на „изкуството и занаятите“, допринася пряко за естетическата му стойност.

## История
Повечето историци твърдят, че най-старите известни скални рисунки се намират в пещерата Шове във Франция. Те са на около 32 000 години и са рисувани и гравирани с помощта на червена охра и черен пигмент и показват коне, носорози, лъвове, биволи, мамути или хора, които ловуват. Въпреки всичко това най-ранните доказателства за живопис са открити в две каменни жилища в Арнем ленд, в северната част на Австралия. В най-долния слой на използвания материал в тези места са открити парчета от охра, които се оценяват на възраст 60 000 години. Археолозите откриват също така фрагмент от скална живопис, съхранена във варовиково скално жилище в областта Кимбърли в Западна Австралия, която е на 40 000 години. Има примери на пещерни рисунки по целия свят в Индия, Франция, Испания, Португалия, Китай и други.
Изобретяването на фотографията оказва значително влияние върху живописта. Първата снимка е направена през 1829 г. От средата до края на XIX век, фотографията се усъвършенства значително и подобрява технологиите, става широко разпространена, което води до живописта да загуби голяма част от историческото си предназначение – да представи точен запис на наблюдавания свят. Серия от художествени течения в изкуството започва през XX век, които постоянно ерозират ренесансовия възглед за света, най-вече импресионизма, постимпресионизма, фовизма, експресионизма, кубизма и дадаизма. Източната и африканската живопис обаче продължават дългата история на стилизация и не са подложени на еквивалентни трансформации по същото това време.
Модерното и съвременното изкуство преместват фокуса си от историческата стойност на изписване и документиране на света в полза на концептуалното му възприятие. Между 1930 и 1960 година се развиват много абстрактни изкуства, след което в живописта навлиза поп културата. Това кара някои специалисти да заявят през 1960 година, че живописта, като сериозно изкуство вече е мъртва.
Това не е пречка за по-голямата част от днешните художници да продължават да се занимават с живопис – или като професия или като част от тяхната работа. Жизнеността и гъвкавостта на живописта през XXI век опровергава преждевременните декларации за нейния крах. В една епоха, която се обуславя от идеи за културен плурализъм, не съществува консенсус за представителен стил на епохата. Важни произведения на изкуството продължават да бъдат създавани в широк спектър от стилове и с разнообразни естетически характеристики.

## Естетика и теория
Естетиката е изучаването на изкуството и красотата и е важен въпрос за философите от 18-и и 19 век като Кант и Хегел. Класически философи като Платон и Аристотел също я теоретизират по-специално за изкуството и живописта. Платон пренебрегва художниците както и скулпторите в своята философска система, според него живописта не може да изобразява истината – тя е копие на реалността (сянка на света на идеите) и не е нищо друго освен занаят, подобно на правенето на обувките или леенето на желязо. По времето на Леонардо живописта давала по-близка картина на истината, отколкото в Древна Гърция. Леонардо да Винчи, споделя, „La Pittura è cosa mentalale“ („английски: живописта произлиза от ума“). Кант разграничава красотата и възвишеността в термини, които ясно дават предимство на първото. Въпреки че той не се позовава по-специално на живописта, тази концепция е възприета от художници като Д.М.У. Търнър и Каспар Давид Фридрих.
Хегел признава неуспеха да постигне универсална концепция за красотата и в своето естетическо есе пише, че живописта е едно от трите „романтични“ изкуства, заедно с поезията и музиката има своята символична и високо интелектуална цел. Художници, които са написали теоретични творби за живописта, включват Кандински и Паул Клее. В есето си Кандиски твърди, че картината има духовна стойност и той привързва основните цветове към основните човешки чувства и представи, нещо, което Гьоте и други писатели вече са се опитвали да направят.
Иконографията е изследване на съдържанието на картините, а не на техния стил.Ервин Панофски и други историци на изкуството първо се стремят да разберат нещата, които са изобразени, преди да видят значението им за зрителя по това време и накрая да анализират по-широкия си културен, религиозен и социален смисъл.

През 1890 г. Парижкият художник Морис Денис изтъква: „Не забравяйте, че дадена картина – преди да бъде воин, гола жена или някаква история или друга – е по същество плоска повърхност, покрита с цветове, събрани в определен ред“. Многото развития в живописта от 20 век, като кубизма, бяха размисли върху средствата за рисуване, а не върху външния свят – природата – която преди това беше основният ѝ предмет. Последните приноси към мисленето в живописта са предложени от художника и писателя Джулиан Бел. В книгата си „Какво е живопис“, Бел обсъжда развитието ѝ чрез историята на идеята, че картините могат да изразяват чувства и идеи. В „Огледало на света“, Бел пише: 
| „ | Едно произведение на изкуството се стреми да привлече вниманието ви и да го задържи: историята на изкуството го отнася нататък, булдозирайки магистрала през домовете на въображението. | “ |

## Видове живописни техники
Различните видове бои обикновено се различават по материала, в която се вгражда пигмента. Това определя техническите параметри на боята като вискозитет, смесваемост, разтворимост, време на изсъхване и др.

### Маслена живопис
Маслената живопис е процес на работа с пигменти, които се свързват с помощта на масло, в началото на съвременна Европа това е преди всичко лененото масло. За целта лененото семе се вари със смола, например борова смола или дори тамян, които са наричани лакове и са високо ценени заради гланца си. Други масла които са използвани включват това от маково семе, слънчогледово семе, орехово масло и шафраново масло. Художниците понякога умишлено използват бои с различни масла в една и съща картина в зависимост от ефекта, който искат да постигнат.
Въпреки че маслените бои са използвани за първи път за направата на будистки картини от индийски и китайски художници в западен Афганистан някъде между V и IX век, те получават популярност едва около XV век. Възможно е технологията да е изнесена на запад през Средновековието. В крайна сметка те се превръщат в основната среда, която се използва за създаване на произведения на изкуството след като стават широко известни предимствата им, особено пред темперните бои. Преходът започва с Ранната холандска живопис в северната част на Европа и до началото на Ренесанса почти напълно заменя темперните бои в по-голямата част на Европа.
Поради гъстотата им, маслените бои се използват с разредители, най-често терпентин. Степента на разреждане на боите предопределя плътността на покриваемост. В най-разредена форма при маслените бои се използва терминът акварелна техника. При неразредени бои и при по-дебело покритие е налице релефна техника. През последните години са открити водоразтворими маслени бои, които до известна степен заменят използването на традиционните маслени бои. Водоразтворимите бои съдържат емулгатор, което им позволява да бъдат разредени с вода (а не с разредител за боя), а също така спомага за много бързото изсъхване (1 – 3 дни) в сравнение с традиционните масла (1 – 3 седмици).
Маслените бои се считат за една от най-сложните и скъпи техники в живописта. Освен дългото съхнене, използването им предпоставя покриването на картинната повърхност (платно, дърво и други) с някаква основа, наречена грунд. Оскъпяването идва и от това, че маслените бои се отличават с дълготрайност и качество и съхраняват дълбочината на тона. Когато липсва някой цвят, той може да се получи със смесването на два или повече цвята. Боите се смесват на дървена, стъклена или керамична палитра. Съвременните пигменти са по-ярки, по-устойчиви и имат по-голямо цветово разнообразие от тези, използвани от старите майстори. Те също така са много по-малко токсични.

### Пастелна живопис
Пастелите са три вида – сух, маслен и восъчен. Маслените пастели са изработени от пигмент с ленено масло по пътя на пресоването. По същия начин се изработва сухият пастел, с изключение на това, че не се използва масло. В основата на восъчните пастели лежи смесването на висококачествен восък с пигменти. Масленият пастел се смята за учебен материал, докато сухият аналог се използва както за целите на обучението, така и в чисто артистичните сфери. Пастелите придават ефект на меки преходи и нежност на цвета.
Има два основни типа сухи пастели: твърди и меки. Меките пастели са съставени предимно от чист пигмент, с малко количество на свързващи материали. Подходящи са за широки щрихи. Твърдите се чупят много по-трудно, защото съдържат повече свързващи материали. Идеални са за рисуване, тъй като могат да бъдат използвани за тон, за фини линии и внимание към детайла.
За рисуване с пастели трябва текстурирана повърхност. Рисунките обикновено се извършват върху цветна хартия. Тонът на хартията се избира индивидуално в зависимост от възложената задача. Бялата хартия предотвратява насищане на основните цветове.
Има три вида хартия за пастели: тип шкурка, която се използва за произведения на изкуството и се продава на листове с големи размери; пастелна дъска – състои се от малки частици корк; кадифена хартия. Може също да се използва хартия за акварел. За тон на акварелната хартия е добре да се ползва чай или кафе.

### Акрилна живопис
Акрилните бои са бързо засъхващи бои суспендирани в емулсия на акрилен полимер. Счита се, че първите акрилни бои се появяват в Германия през двадесетте или тридесетте години на XX век все още на експериментална основа. За индустриална и комерсиална употреба първата акрилна боя е изобретена между 1946 и 1949 г. Акрилни бои на водна основа започват да се продават като латекс – боя за боядисване на вътрешните стени на стаи в дома, въпреки че акрилната дисперсия не използва латекс, получен по натурален начин от каучуково дърво. В зависимост от степента на полимеризация, разтворителите първоначално са били толуол или ксилол. След като този вид бои са въведени в строителството и архитектурата, много художници и различни фирми започват да проучват потенциалната възможност за тяхната употреба и за други цели и да им търсят нови приложения. Акрилните бои, предназначени специално за художници, се появят в търговската мрежа през 1950 г. През шестдесетте години на XX век се появяват акрилни бои, подобни на и доближаващи се до съвременните, с висок вискозитет.
Акрилът може да се смесва с вода, за да се разреди, когато е необходимо. Изработен е на базата на синтетични, изкуствени смоли, полиакрили, които карат пигмента да прилепне към тях, за разлика от използването на ленено семе или други естествени масла при другите техники. Това позволява на акрила да съхне бързо, а също така да се почиства без разтворители. Когато нарисуваната картина изсъхне, цветовете потъмняват.
Акрилните бои могат да се използват върху каквато и да е повърхност, стига тя да не е мазна. Това включва стъкло, дърво, метал, плат и други подобни повърхности. Едно голямо предимство на този вид бои, както и на картините, изработени с тях е, че с времето не се получават пукнатини в боята, както това се случва с маслените бои. Друго нейно предимство е, че почти няма мирис.

### Акварелна живопис
Акварел е метод на рисуване, при който боите са направени от пигменти, суспендирани във водоразтворим материал. Основни материали, които се използват при приготвянето на акварелните бои са пчелният мед и гума арабика. Водните бои се размиват предварително във вода и с четка върху хартия, папирус, дървена кора, пластмаса, пергамент, кожа, дърво и на платно, а в източната живопис (в Китай, Япония, Корея) често и върху плат с черна или кафява боя. Индия, Етиопия и други страни също имат дълги традиции. Боядисване с пръсти с акварелни бои произхожда от Китай. Акварелни моливи са водоразтворими цветни моливи, които се използват за сухо и мокро рисуване. Освен класическите акварелни бои днес са разпространени и акварелни моливи, които допълнително обогатяват възможностите на тази техника.
Акварелните бои дават светли, ефирни тонове. Живописната техника предполага полагането на боите така, че под тях да прозира белотата на основата. Търси се игра на цветовете повече отколкото уточнен контур. Нерядко основата, върху която се рисува, е влажна. Боите могат да се смесват и лесно се съчетават с гваш и рисунка с туш.

### Живопис с мастило
Картините с мастило са направени с течност, която съдържа пигмент и боя и се използва за оцветяване на повърхността, за да се получи изображение, текст или композиция. Мастилото за рисуване се използва с писалка, перо или четка. То може да бъде сложна смес от разтворители, пигменти, бои, смоли, смазки и други материали. Съставките на мастилото контролират потока, цвета и дебелината на мастилото и дават външния му вид след като изсъхне. Използва се най-вече в китайската и японска живопис в съчетание с други техники.

### Живопис с горещ восък
Основният пластификатор на боите е восъкът, поради което често техниката е наричана и восъчна живопис. Боите за техниката представляват пигмент, разтворен във восък. Енкаустика, известна също като рисуване с горещ восък, включва използването на нагрят пчелен восък към които се добавят цветни пигменти. След това течността / пастата се нанася върху повърхност – обикновено дървена, макар че често се използват платна и други материали. Най-проста енкустична боя може да бъде направена от добавяне на пигменти към пчелния восък, но има и няколко други рецепти, които могат да се използват, някои от които съдържат други видове восъци, смола дамара, ленено масло и други съставки. Чистите прахообразни пигменти могат да се купят и използват, въпреки че някои смеси използват маслени бои и други видове пигмент.
Метални инструменти и специални четки се използват за оформяне на картината преди да се охлади, както и нагряти метални инструменти за манипулиране на восъка, след като се охлади върху повърхността. Други материали могат да бъдат обвити и колажирани върху обработваната повърхност и да са нанесат на слоеве, като се използва енкустичната боя, за да се прилепят към повърхността. Различните цветове на боите непрекъснато се подгряват до температура над точката на топене на восъка, същото се отнася и за основата. В същото време трябва да се рисува много бързо, не позволява корекции като ретуш – първият живописен слой остава и последен.

### Стенопис
Фреската е живописен метод за рисуване на стенописи, при който постните бои (темпера, гваш и др.) се налагат върху прясна, още влажна основа (мазилка) – оттам и името на тази живописна техника (за разлика от секо – рисуване върху суха основа). Това е един от методите, използван още в Античността, през Средновековието, Ренесанса и днес. Още старинните източници посочват тази техника като най-трудна за изпълнение след енкаустиката. Трудността идва оттам, че живописецът е принуден да рисува бързо, преди грундът (мазилката) да е изсъхнал. Поставеният живописен слой се слива с основата и в процеса на карбонизирането на съдържащата се вар влиза в органично единство с нея, което го прави твърде дълготраен. Поради факта, че в миналото това е бил най-широко използваният метод за изпълнение на стенописи, понятието „фреско“ с течение на времето се превръща в синоним на стенопис.

### Гваш
Гвашът е боя на водна основа, състояща се от пигмент и други материали, предназначени за използване в непрозрачен метод на боядисване. Гваша се различава от акварела, тъй като частиците него са по-големи, съотношението на пигмента към водата е много по-високо и е налице и допълнителен инертен бял пигмент, като например креда. Това прави гвашата по-тежка и по-непрозрачна боя с по-големи отражателни качества. Както всички водни бои и той се разрежда с вода.
През 1952 г. Анри Матис рисува с гваш известната си серия от сини актове.

### Емайл
Емайлирани предмети се изработват чрез рисуване със субстрат, обикновено метал и с фрита, вид стъкло на прах. Минералите, наречени цветни оксиди, осигуряват оцветяването. След изпичане при температура 750 – 850 градуса по Целзий (1380 – 1560 градуса по Фаренхайт), резултатът е разтопено наслояване на стъкло и метала. Емайла традиционно се използва за декориране на ценни предмете. През 18 век рисуваните картини с емайл се радват на мода в Европа, особено като средство за портретни миниатюри. В края на 20 век техниката на правене на порцеланов емайл върху метал се използва като издръжлив носител за външни стенописи.

### Спрей-боя
Аерозолната боя (наричана още боя за пръскане) е тип боя, която се предлага в затворен контейнер под налягане и се освобождава в фина мъгла от спрей при натискане на бутона на клапана. Формата на спрей боя, аерозолната боя оставя гладка, равномерно покрита повърхност. Флаконите със стандартен размер са преносими, евтини и лесни за съхранение. Аерозолният грунд може да се нанася директно върху гол метал и много видове пластмаси.
Скоростта, преносимостта и продължителността също правят аерозолната боя често ползвана за графити. В края на 70-те години, подписите и стенописите на уличните графити майстори стават по-сложни и с индивидуален стил, разработен като фактор на аерозолната среда и скоростта, необходима за незаконната работа. Много от тях сега разпознават графитите и уличното изкуство като уникална форма на изкуството и специално създадени аерозолни бои се правят за художника на графити. Шаблонът предпазва повърхността, с изключение на специфичната форма, която трябва да бъде боядисана. Шаблоните могат да бъдат закупени като подвижни букви, поръчани като професионално изрязани лога или ръчно изрязани от художници.

### Темперна живопис
Темпера е доминиращ и основен модел на рисуване, преобладаващ през европейското Средновековие. Самите темперни бои са едни от най-древните. Преди изобретяването и разпространението на маслените бои, до XV-XVII век темперните бои са основен материал на живописта. Счита се, че родината на маслените бои е Афганистан и после са пренесени в Европа. Те са по-съвършени от темперните и постепенно ги изместват. Темперни бои все още се използват за изписването на икони, особено в православието.
Саркофазите на египетските фараони са изписани в темпера. В Индия са открити рисунки върху камък с подобна техника. Византийските майстори също ползват тази техника. Всички оцелели платна на Микеланджело представляват яйчена темпера.
Правени са като към яйчен жълтък се добавя пигмент. Някои от пигментите, използвани в миналото са токсични. Темперните бои обикновено засъхват бързо. Исторически най-често се използват върху основа дърво. Днес се приготвят на основата на сух прах от естествени пигменти или техните синтетични аналози. За свързващо звено на темперната боя се използват емулсии – природни (разреден с вода яйчен жълтък, сок от растения, рядко – само в стенописи – масло) или изкуствен (лепила, полимери). Темперната живопис има различни техники – включва рисуване с тънък слой глазура, но също така и гъст.

### Спояваща се с вода маслена боя
Водоразтворимите маслени бои (наричани също така „водоразтворими“ или „водоустойчиви“) са модерно разнообразие от маслени бои, конструирани да се разреждат и почистват с вода, вместо да се използват химикали като терпентин. Те могат да се смесват и да се използват, като се използват същите техники като традиционните бои на базата на масло, но докато са още мокри, той може ефективно да бъде премахнат от четки, палитри и парцали с обикновен сапун и вода. Тази водоразтворимост идва от използването на маслена боя, в която единият край на молекулата е променен, за да се свърже слабо с водните молекули, както в разтвор.

### Дигитална живопис
Дигиталната живопис е метод за създаване на цифров артистичен обект (живопис) и / или техника за създаване на дигитално изкуство в компютъра. Като метод за създаване на художествен обект, той адаптира традиционната среда за боядисване, като акрилна боя, масла, мастило, акварел и т.н. и прилага пигмента върху традиционните носители като вълнен текстилно платно, хартия, полиестер и др. чрез софтуер за управление на промишлени роботизирани или офис машини (принтери). Като техника се отнася до софтуерна програма за компютърна графика, която използва виртуално платно и виртуална живописна кутия с четки, цветове и други консумативи. Виртуалната кутия съдържа много инструменти, които не съществуват извън компютъра, и които дават на дигиталното произведение различен облик и усещане от произведения на изкуството, направени по традиционния начин. Освен това цифровата живопис не е изкуство „компютърно генерирано“, тъй като компютърът не създава автоматично изображения на екрана, като използва някои математически изчисления. От друга страна, художникът използва собствената си техника за рисуване, за да създаде част от работата на компютъра.

### Живопис с цветни моливи
Цветните моливи имат твърд пигмент, поставен в някаква обвивка. При черните моливи това обикновено е графит. Цветните моливи имат прибавени пигменти към графита. Появяват се в началото на XX век и стават много популярни през втората му половина. Използват се основно за рисуване в училище от по-малките ученици. Те се подострят с острилка при изхабяване. С тях се рисува изключително върху хартия. Има и цветни моливи, които са изключително качествени и високо професионални,съответно и скъпи. Цветните моливи са три вида -ученически, студийни и професионални. С професионалните моливи чрез различни техники върху специална хартия или бордове се създават истински живописни творби .

## Направления в живописта
Стилът се използва в два смисъла: може да се отнася до отличителните визуални елементи, техники и методи, които характеризират работата на отделния художник. Може да се отнася и до движението или школата, с които е свързан художникът. Това може да произтича от действителната група, с която творецът е съзнателно ангажиран, или може да бъде категория, в която историците на изкуството са поставили художника. Думата „стил“ в последния смисъл е изпаднала в употреба използвана от академичните дискусии за съвременната живопис, въпреки че продължава да се използва в популярни контексти. Такива движения или класификации включват следното:

### Западна цивилизация (християнски свят)

#### Модернизъм
Модернизмът е общо понятие, с което се назовава период в развитието на живописта, който обхваща края на XIX век и началото на XX век. То се противопоставя на реализма, като има черти на декадентство и мистика. С неговото име се свързват течения като абстракционизъм, експресионизъм, сюрреализъм, кубизъм, футуризъм, попарт и други.

#### Импресионизъм
Импресионизмът възниква във Франция в края на XIX век. В основата му стои стремежът да се използват научните открития от това време в областта на физиката и цветовете, за да се постигне по-натуралистично предаване на тоновете в живописта. Художниците импресионисти рисуват в ярки цветове, сред природата, а не в ателиетата. Те използват нова техника, а и предмет на техните картини са обикновените хора, а не богове и царе. Най-видни представители на тази школа са Едуар Мане, Клод Моне, Пиер Огюст Реноар, Алфред Сисле и Камий Писаро.

#### Абстрактни стилове
Абстрактната живопис използва визуален език на форма, цвят и линии, за да създаде състав, който може да съществува със степен на независимост от визуалните референции в света. Абстрактният експресионизъм е артистично движение в Америка след Втората световна война, което съчетава емоционалната интензивност и самоотричането на германските експресионисти с антифигуративната естетика на европейските абстрактни училища като футуризма, баухаус и синтетическия кубизъм и има бунтовнически, анархически, силно идиосинкратичен и нихилистичен нрав.
Другите модернистични стилове абстракция включват:
- Цветово поле (Color Field)
- Лирична абстракция
- Живопис на твърдите контури съдържа фигури (често, но не задължително, геометрични) с остри, ясни очертания.(Hard-edge painting)
- Експресионизъм – (в по-късния период на експресионизма), в началото на 20 век, под влиянието на художници като Паул Клее, Аугуст Маке, Робер Делоне и Франц Марк експресионизмът преминава в абстрактното изкуство.
- Кубизъм
- Руски авангард (1890 – 1930)
- Фовизъм
- Футуризъм
- Дадаизъм
- Попарт

#### Ар брют
Терминът „Ар Брют“ е създаден от артистичен критик Роджър Кардинал през 1972 г. като английски синоним на art brut („aʁ bʁyt“, „сурово изкуство“ или „грубо изкуство“), етикет, създаден от френския художник Жан Дюбюфе създадени извън границите на официалната култура; Дюбюфе се съсредоточава особено върху изкуството на затворници, които са безразсъдни. Ар брют се очертава като успешна категория за арт маркетинг (годишен панаир на изложбата на изкуството в Ню Йорк от 1992 г. насам). Терминът понякога се прилага неправилно като маркетингов етикет за изкуство, създадено от хора извън основния „арт свят“, независимо от обстоятелствата или съдържанието на тяхната работа.

#### Фотореализъм
Фотореализмът е жанрова живопис, основаваща се на използването на камерата и фотографиите, за да се събере информация и след това от тази информация, създавакартина, която изглежда много реалистична като фотография. Терминът се прилага предимно за картини от изкуството на САЩ, започнали в края на 60-те и началото на 70-те години. Като пълноценно изкуство движение, фотореализмът еволюира от поп арт и като противоположност на абстрактния експресионизъм.
Хиперреализмът е жанрова живопис и скулптура, наподобяваща фотография с висока разделителна способност. Хиперреализмът е напълно развита художествена школа и може да се смята за напредък ъвв фотореализма чрез методите, използвани за създаване на произведените картини или скулптури. Терминът се прилага главно за независимото изкуство и изкуство в САЩ и Европа, които се развиват от началото на 2000 г.

#### Сюрреализъм
Сюреализмът е културно движение, започнало в началото на 20-те години на миналия век, и е най-известно за визуалните произведения на изкуството и писанията на членовете на групата. Сюрреалистичните произведения на изкуството представляват елемент на изненада, неочаквани съпоставки и несвързаност; обаче, много сюрреалистични художници и писатели разглеждат своята работа като израз на философското движение преди всичко, като произведенията са артефакт. Лидер Андре Бретън изрази категорично своето твърдение, че сюрреализмът е преди всичко революционно движение.
Сюреализмът се развива от творческата работа на Дада от Първата световна война и най-важният център на движението е Париж. След 20-те години на миналия век движението се разпространява по целия свят, което в крайна сметка засяга визуалните изкуства, литературата, филмите и музиката на много страни и езици, както и политическата мисъл и практика, философията и социалната теория.

### Далечния Изток
- Китайска живопис
  - Династията Танг
  - Династията Минг
  - Шан-Шуй
  - Гохуа
  - Хуа Ниао-Живопис с птици и цветя
  - Южна училище по живопис
    - Школа Же
    - Школа У

  - Съвременна живопис
- Японска живопис
  - Ямато-е
  - Школа Рин
  - Емаки
  - Кано
  - Шижо
  - Superflat е посто-модерно арт движение

### Ислямска стилизация (ислямски свят)
- Арабска стилизация
- Персийска миниатюра
- Моголска миниатюра
- Османска миниатюра

- Ислямска приложна стилизация
- Османска миниатюра
- Геометрично приложно изкуство (керамика)
- Ислямска калиграфия
- Моголска миниатюра

### Индийска живопис
- Патачитра
- Бенгалска живопис
- Кангра живопис
- Мадхубани
- Майсур
- Раджпутска живопис
- Моголска живопис
- Samikshavad
- Танджавур
- Warli
- Мраморната живопис на Керала

### Африканска живопис
- Тингатинга

### Съвременно изкуство
| 1950 - Абстрактен експресионизъм - Американски фигуративен експресионизъм - Лирична абстракция - Нюйоркски фигуративен експресионизъм - Нюйоркска школа | 1960 - Абстрактни имажисти (Abstract Imagists) - Цветово поле - Компютърно изкуство - Концептуално изкуство - Флуксус - Хапенинг (Happening) - Живопис на твърдите контури - Минимализъм - Нео-дада - Nouveau réalisme - Оп арт - Перформанс - Попарт - Постминимализъм - Washington Color School - Кинетично изкуство | 1970 - Arte Povera - Ascii Art - Bad Painting - Бодиарт - Книжно изкуство - Феминистко изкуство - Инсталационно изкуство - Лендарт - Лоуброу - Фотореализъм - Постминимализъм - Process Art - Видео-изкуство - Фънк изкуство - Pattern and Decoration | 1980 - Апроприация - Културно заглушаване - Демосцена - Електронно изкуство - Figuration Libre - Графити - Live art - Мейл арт - Постмодерн - Неоконцептуал - Неоекспресионизъм - Неопоп - Звуково изкуство - Трансгресивно изкуство - Трансхуманистично изкуство - Видео инсталация - Institutional Critique | 1990 - Био изкуство - Кибер изкуства - Цинично изкуство - Дигитално изкуство - Информационно изкуство - Интернет изкуство - Масюреализъм - Максимализъм - Медийни изкуства - Софтуерно изкуство - Ню Юръп - Бритарт | 2000 - Дигитална живопис - Хиперреализъм - Класически реализъм - Relational art - Улично изкуство - Стукизъм - Superflat - Изкуствен реализъм - Видеоигрално изкуство - Superstroke - VJ изкуство - Виртуално изкуство - Туземно изкуство |  |

## Жанрове в живописта

### Алегория
Алегорията е фигуративен начин на представяне, пренасящ смисъл, различен от буквалния. Алегорията предава своето послание чрез символични фигури, действия и символично представяне. Алегорията обикновено се разглежда като реторика, но алегорията не трябва да се изразява чрез човешкото слово: тя е насочена към човешкото око и често се присъства в реалистичната живопис. Пример за проста визуална алегория е изображението на мрачния жътвар. Зрителите разбират, че образът на мрачния жътвар е символично представяне на смъртта.

### Бодегон
В испанското изкуство бодега е натюрморт, изобразяващ кулинарни предмети, като храни, дивеч и напитки, често подредени върху обикновена каменна плоча, както и картина с една или повече фигури в кухня или механа. От началото на бароковия период тези картини стават популярни в Испания през втората четвърт на 17 век. Традиция на натюрморта е започнала и е много по-популярна в днешен Бенелюкс, днес Белгия и Холандия (тогава фламандски и холандски художници), отколкото някога в Южна Европа. Неповторимите натюрморти от Датския Златен век имат много подгрупи: парчето за закуска е увеличено с тромплей, цветен букет и vanitas. В Испания имаше много по-малко покровители за подобни неща, но един вид закуска станал популярен, който е с няколко предмети за храна и съдове, поставени върху маса.

### Фигуралната живопис
Фигуралната живопис е вид живопис, където художникът използва жив модел като обект на двуизмерно произведение на изкуството, създадено чрез рисуване и платно. Живият модел може да бъде гол, частично или напълно облечен. Човешката фигура е един от контрастните предмети на изкуството още от първите картини на каменна пещерната епоха и е интерпретирана в различни стилове през човешката история. Майстори-класически художници във фигуралната живопис са Караваджо, Петер Паул Рубенс, Диего Веласкес, Гоя, Едуар Мане и Едгар Дега, сред съвременници са им Люсиен Фройд, Роналд Брукс Китай, Марк Танси и Ерик Фишъл, а в Дания са Юлиус Екнер, Харалд Гиерсинг и Вилхелм Лундстрьом.

### Илюстрация
Илюстрация е художествена рисунка, които се използва за книги, списания, театрални и филмови плакати и комикси. Днес има нарастващ интерес към събирането и любуването към тези оригиналните произведения на изкуството. Различни музейни изложби, списания и художествени галерии посвещават място на илюстраторите от миналото. В света на изобразителното изкуство илюстраторите са не по-малко уважавани в сравнение с художниците и графичните дизайнери. Но в резултат на развитието на компютърните игри и комиксовата индустрия илюстрациите се оценяват като популярни и печеливши произведения на изкуството, които могат да придобият по-широк пазар, особено в Корея, Япония, Хонг Конг и Съединените щати.

### Пейзаж
Пейзажът е рисуване на природата. Чрез него се представя част от обстановката, в която протича дадено събитие. Като художествено изображение е използван от дълбока древност в Месопотамия, Египет, Гърция, Рим. В ранносредновековен Китай се появява пейзажният жанр шан-шуй (планини и води).
В средновековното изкуство заема голямо място, но като самостоятелен жанр в западноевропейското изкуство се отделя едва през XVII век. Най-голяма заслуга за това имат холандските художници Херкулес Сегерс, Ян Ван де Велде, Ян ван Гойен и Якоб ван Ройсдал. Световноизвестни пейзажисти са Клод Лорен, Джон Констабъл, Джоузеф Търнър, Исак Левитан. Всепризнат майстор на морския пейзаж е Иван Айвазовски. Пейзажът заема особено важно място в изкуството на импресионистите, най-вече Клод Моне и Камий Писаро. Алфред Сисле предпочита природните пейзажи. Едгар Дега избира градските мотиви.

### Портрет
Портретът е художествено, артистично изображение на човек в статично положение. Най-важното при портрета е лицето и неговото изражение. Целта е не само да се пресъздаде външна прилика с модела но и да се улови душевното му състояние и дори да се предаде характера му. Поради нетрайността на материала са съхранени малко на брой живописни портрети от по-ранни период, като например епохата на Римската република. През Средновековието предмет на портретното изкуство са владетели, знатни персони и ктитори. Ренесансът поставя личността на човека на преден план. През Възраждането се оформя съвременното българско портретно изкуство. Модерните художници на 20 век подлагат портрета на всевъзможни експерименти, изучавайки възможностите за деформация и преосмисляне. Любопитен е похватът на кубистичния портрет, който представя лицето едновременно от две различни гледни точки – профил и анфас. Пример за такъв подход е „Портрет на Дора Мор“ от Пабло Пикасо.

### Натюрморт
Натюрмортът е жанр в живописта, който изобразява неодушевени предмети: откъснати цветя, плодове, убит дивеч и други. В този род изображения не се включват пейзажи и хора. Запазени са фрески в Помпей, които биха могли да се нарекат натюрморт. Сред тях са известната „Стъклена купа с ябълки“, „Клонче праскови“ и други. Отделянето на натюрморта като самостоятелен жанр става през XVII век. Прочути с реалистичността си са натюрмортите на холандците Ян Клас и Вилем Хеда. Фламандският художник Франс Снайдерс е автор на натюрморти включващи и дивеч. Той рисува натюрмортите в не малко от картините на своя знаменит колега Рубенс. В епохата на класицизма (XVII-XVIII век) този жанр се смята за второстепенен. Въпреки това именно в XVIII век твори Жан-Батист-Симеон Шарден, едно от емблематичните имена в натюрморта. Натюрморт може да се види и в творчеството на импресионистите Едуар Мане, Клод Моне и Пиер-Огюст Реноар. Любим мотив на Пол Сезан са ябълките. „Слънчогледите“ и „Ирисите“ на Винсент ван Гог добиват световна известност. Дори чифт скъсани стари обувки или оставена на стола лула стават шедьоври на натюрморта при импресионистите.

### Ведут
Ведут е много подробна, обикновено широкомащабна живопис на градски пейзаж или някакъв изглед. Този жанр в пейзажа произлиза от Фландрия, където художници като Пол Брил творят през 15 век. Тъй като маршрутът на Голямата обиколка стана донякъде стандартизиран, воденето на познати сцени като Римския форум или Гранд Канал припомни началото на авантюри за континента за аристократични англичани. В по-късния 19 век повече лични впечатления от градските пейзажи желанието за топографска точност, заменя картините с живописни панорами.